# Achter de Möhl
Der Achter de Möhl ist ein Stadtbezirk der kreisfreien Stadt Flensburg, der bis 1875 die eigenständige Landgemeinde Fischerhof bildete. Er schließt sich unmittelbar südlich an das Johannisviertel der Flensburger Altstadt an und liegt im heutigen Stadtteil Sandberg. Der alternative Name Fischerhof (dän.: Fiskergården) ist mittlerweile in Vergessenheit geraten. Zu der in Harrislee existierenden Straße Achter de (Ole) Möhl besteht im Übrigen kein Zusammenhang.

## Geschichte

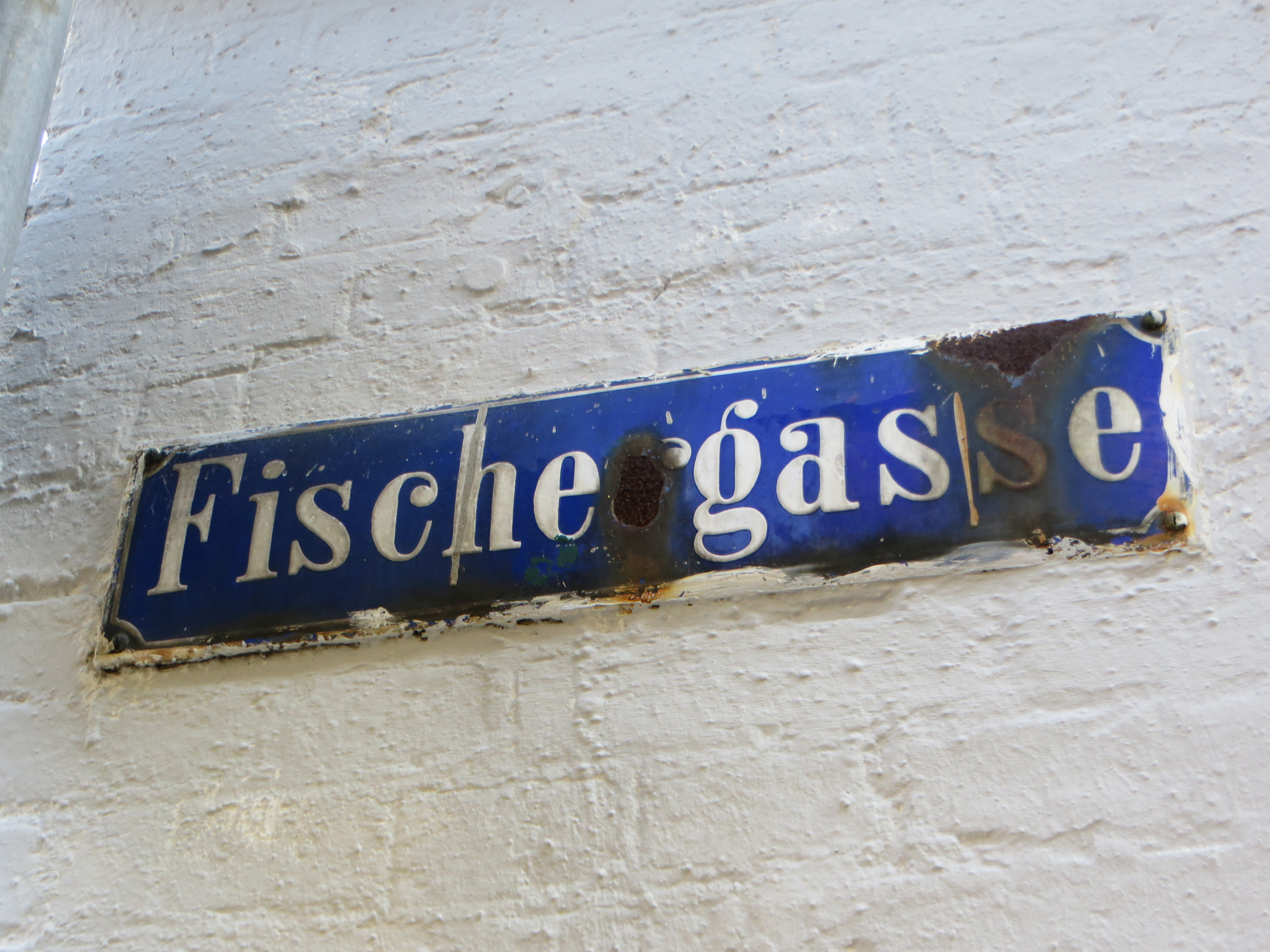
Straßenschild der Fischergasse im Stadtbezirk Achter de Möhl

Bei der Bewidmung des Handelsplatzes Flensburg mit dem Stadtrecht 1284 blieb die landesherrliche Wassermühle ebenso wie die zugehörigen aufgestauten Mühlenteiche ausgenommen. Diese wurden vom Amt Flensburg verwaltet, dem die Stadt selbst nicht angehörte. Die einstmals bedeutende Fischerei in den Mühlenteichen wurde verpachtet, und der Wohnsitz des Pächters wurde zur Keimzelle der Siedlung. 1793 kaufte der Kaufmann Peter Jensen der Ältere den Fischerhof. Durch die Aufhebung des Bauverbots auf dem Stadtfeld 1796 konnten auch die zur Stadt gehörigen Ländereien in diesem Bereich bebaut werden. Im Jahr 1800 befanden sich beim Fischerhof schon 16 Häuser.
Der Fischerhof entwickelte sich ab Ende des 18. Jahrhunderts baulich immer weiter. Das Gebiet wuchs immer enger mit der Stadt zusammen. Das städtische Areal östlich des Kleinen Mühlenteichs wurde schließlich Achter de Möhl (Hinter der Mühle, nämlich der königlichen Wassermühle) genannt. Das Gebiet des Fischerhofes beziehungsweise Achter de Möhl gewann Bedeutung als Verwaltungszentrum des Amtes Flensburg. Die Amtsverwaltung war 1801 von Duburg herübergezogen. Am südlichen Ende der Siedlung wurde das Amtsgefängnis eingerichtet. Im 19. Jahrhundert entwickelte sich das Gebiet zu einer Arbeiter-Vorstadt. Dort entstand 1825 eine neue Schule für Kinder aus der Stadt und dem Gebiet Fischerhof. Nach 1867 hatte der Kreis Flensburg seinen Verwaltungssitz in dem historischen Gebäudekomplex (heute Waitzstraße 1 ff.). Nach der Auflösung des Kreises blieben einige Dienststellen des Kreises Schleswig-Flensburg vor Ort. In den 1980er Jahren wurde der Komplex durch die neue Landeszentralbibliothek erweitert.
Nach 1867 etablierte sich der Fischerhof als eigenständige Landgemeinde, obwohl er längst mit der Stadt verwachsen war und die Grenze teilweise mitten durch die Hauptstraße (die heutige Waitzstraße) ging. Erst 1874 erfolgte die Eingemeindung nach Flensburg. Der Name Fischerhof geriet mehr und mehr in Vergessenheit, zumal nicht einmal ein Straßenname (1880 wurde die alte Hauptstraße nach dem in Flensburg geborenen Historiker Georg Waitz umbenannt) an ihn erinnert.
Zwar blieb der alte Fischerhof Verwaltungssitz und Standort mehrerer Gewerbebetriebe, doch in den 1960er Jahren setzte der Verfall vor allem des eng bebauten Arbeiterviertels um Mittel- und Teichstraße ein. Der Ausbau der nahen Fachhochschule und der Universität, die seit den 1990er Jahren auf dem nahen Sandberg konzentriert und wesentlich erweitert wurden, wendete jedoch das Blatt. Seither ist das Viertel wegen der Nähe sowohl zu den Hochschulen als auch zur Innenstadt ein vor allem bei Studierenden beliebtes Wohngebiet.
Zu dem Viertel zählen außer der Waitzstraße, die Mittelstraße, die Teichstraße, die Fischergasse, die Blumenstraße und der Munktetoft. Über drei Generationen hinweg (von 1907 bis 1980) gab es in der Mittelstraße die Schlachterei Detert. Durch eine Vielzahl von kleineren Händlern, Gewerbetreibenden und Handwerkern (sogar kleine Kinoveranstaltungen gab es) konnte Achter de Möhl bis in die 1970er Jahre hinein als „geschlossener“ Stadtteil wahrgenommen werden.